# Вагих аль-Кашеф
Вагих аль-Кашеф (араб. وجيه الكاشف‎ 5 февраля 1909, Египет — 1973) — египетский футболист, игравший на позиции нападающего. Участник чемпионата мира 1934 года в составе национальной сборной Египта.

## Клубная карьера
На клубном уровне дебютировал в 1930 году за «Эль-Мохталат», после чего перешёл в каирский «Аль-Ахли».

## Карьера в сборной
Выступал в составе национальной сборной Египта в 30-х годах XX столетия.
Участник чемпионата мира 1934 года в Италии в составе сборной, которую тренировал шотландец Джеймс Маккрей. Играл в сборной бок о бок с Махмудом Мохтаром, Мохаммедом Латифом, Абдуррахманом Фаузи и Мустафой Мансуром. На чемпионате мира египтяне сыграли один матч, в 1/8 финала против Венгрии (2:4). Вагих так и не вышел на поле в том поединке.
Участник Олимпийских игр 1936 года в Берлине, где египтяне уступили в первом раунде Австрии (1:3).